# Etain Royal
Etain Royal, född 24 april 1992, är en franskfödd travhäst som under merparten av sin karriär var ägd och tränad i Finland. 

## Karriär
Etain Royal var känd för sin styrka och lite udda löpstil. Han inledde sin karriär i födelselandet Frankrike, men hans karaktäristiska trav gillades inte av de franska domarna. Hästen flyttades till Finland och det stora genombrottet kom då han med Jorma Kontio skrällvann Harper Hanovers Lopp 2000, och hästen kom därefter att rada upp segrar. 
Hans största segrar är bland annat segern i Olympiatravet 2001 och Åby Stora Pris samma år. Han kördes i tävling oftast av kusken Jorma Kontio, men tränades och kördes i slutet av sin tävlingskarriär av Stig H. Johansson.
Etain Royal slutade tävla 2006, och sedan 2008 är det finska storloppet Prix d'Etain Royal uppkallat efter honom. Han dog den 1 februari 2018, 26 år gammal.